# Ukrajna londoni nagykövetsége
Ukrajna londoni nagykövetsége (ukránul: Посольство України в Лондоні, angolul: Embassy of Ukraine, London) a két ország kapcsolatainak egyik kiemelt intézménye. A képviselet London Kensington városrészében, a Holland Park 60 szám alatt található, de a konzulátus közel egy mérföldnyire, Notting Hillben a 78 Kensington Park Roadon van.

## Története
Az 1917-ben létrejött Ukrán Népköztársaság a függetlenségéért vívott harcok ellenére is megkezdte diplomáciai hálózatának kiépítését, és szerettek volna Londonban is diplomáciai missziót nyitni. Azonban a brit kormány sokáig a misszió tagjainak a beutazását is ellenezte, ezért az első diplomaták csak 1919 májusában érkezhettek a brit fővárosban. A misszió feladata az volt, hogy rábírja a brit kormányt Ukrajna elismerésére, informálja az országot - és a brit kormányt - az ukrajnai helyzetről, kereskedelmi kapcsolatokat létesítsen, és próbáljon támogatottságot szerezni Ukrajna tagfelvételéhez az 1919-ben alakult Nemzetek Szövetsége (Népszövetség) szervezetébe. A misszió működése mindvégig félhivatalos maradt, mivel Nagy-Britannia nem ismerte el Ukrajna függetlenségét, ugyanakkor a küldöttség jelentős munkát végzett a tájékoztatás és propaganda terén: sajtóirodát nyitottak, újságot és egy, az ukrajnai problémákra figyelmet irányító brosúrát is kiadtak. 1921-re azonban a katonai vereség miatt a misszió munkája ellehetetlenült.
A Szovjetunió felbomlása után 1991 utolsó napján ismerte el az Egyesült Királyság Ukrajnát önálló államként, 1992. január 10-én vették fel a diplomáciai kapcsolatokat és 1992 októberében nyílt meg a nagykövetség.